# Human After All
Human After All (deutsch: Doch menschlich) ist das dritte Album des französischen Duos Daft Punk, weltweit am 14. März 2005 veröffentlicht, und einen Tag später in den Vereinigten Staaten. Mit diesem Album erweitern sie ihren französischen House mit Minimalismus und Rockmusik. Die Kritiken fielen unterschiedlich aus, wobei man beachten muss, dass die Aufnahme der Tracks nur sechs Wochen dauerte, was ein ziemlich kurzer Zeitraum im Vergleich zu den vorherigen Alben Discovery und Homework ist.

## Konzept
Die japanische Ausgabe des Albums enthält das Zitat: “We believe that Human After All speaks for itself.” („Wir glauben ‚Human After All‘ spricht für sich selbst.“). Später gaben Daft Punk an, Human After All sei das beste ihrer drei Alben und betrachteten es als „reine Improvisation“. Die kurze Bearbeitungszeit und die einfache Produktion sind ein starker Gegensatz zu den vorherigen Alben. Thomas Bangalter meinte, “We were definitely seduced at the time by the idea of doing the opposite of Discovery. Human After All was created mainly with two guitars and without synthesizers. Furthermore it was produced in two weeks and mixed in four, a session in sharp contrast to their older material.” („Wir waren sehr angetan von der Vorstellung, das Gegenteil von ‚Discovery‘ zu produzieren. ‚Human After All‘ wurde hauptsächlich mit zwei Gitarren und ohne Synthesizer kreiert. Außerdem wurde es in zwei Wochen produziert und in vier gemischt, ein starker Gegensatz im Vergleich zu älteren Sachen.“).
Thomas Bangalter meinte, dass das Album ein Versuch sei, herauszufinden, wo menschliche Gefühle in der Musik zu finden sind.

## Aufnahme
Als das Album mehrere Monate vor dem Release im Internet auftauchte, spekulierten die Fans, ob es eine absichtliche Fälschung war, um dem Filesharing zu schaden. Mehrere Kritiken meinten, die Lieder würden sich übermäßig wiederholen und die Lieder wären von schlechter Qualität. Zudem meinten mehrere Kritiker, das Album klinge, obwohl es menschlicher sein sollte, immer noch sehr mechanisch.
Trotzdem wird Human After All als merkwürdiges und mutiges musikalisches Statement angesehen. Eine Rezension im Stylus meinte, “It’s the same story, track after track, willfully mistaking alternation for variation, intensification for development and dynamics. In other words, a shining example of pop songcraft in the 21st Century.”
Die erste Single Robot Rock erhielt nur mäßige Beachtung, erreichte aber trotzdem Platz 32 in Großbritannien und Platz 15 in den amerikanischen Dance Charts, ein großer Hit war sie jedoch nicht. Die zweite Single Technologic erreichte nur Platz 40 in Großbritannien, wurde aber öfters im Radio gespielt. Das Lied wurde auch in O.C., California, in einer iPod-Werbung und einer Alfa Romeo „Mito“ Werbung (2009) verwendet. Ein Sample des Liedes wurde auch von Busta Rhymes in seiner Single Touch It verwendet.
Human After All wurde 2006 für den Grammy nominiert (Best Electronic/Dance Album).

## Tracklist
1. Human After All – 5:19
2. The Prime Time of Your Life – 4:23
3. Robot Rock – 4:47
4. Steam Machine – 5:20
5. Make Love – 4:50
6. The Brainwasher – 4:08
7. On/Off – 0:19
8. Television Rules The Nation – 4:47
9. Technologic  – 4:44
10. Emotion  – 6:56

* Informationen laut iTunes.

## Mitwirkende
- Daft Punk – Gitarre, Keyboard, Sampler, Vocoder, Gesang, Drum machine, Programmierung, Produktion
- Cédric Hervet – Produktionskoordinierung
- Gildas Loaëc – Produktionskoordinierung
- Nilesh “Nilz” Patel – Mastering